# Dipodomys agilis
Dipodomys agilis — гризун з роду Dipodomys родини Гетеромісові (Heteromyidae) з Північної Америки. Вид поширений у штаті Каліфорнія у США та штаті Баха-Каліфорнія у Мексиці. Вид мешкає у преріях із піщаним та кам'янистим ґрунтом. Веде нічний спосіб життя. Вдень ховається у норах. Тіло може сягати 32 см, вага — до 77 г.